# Parchacz (gmina)
Parchacz – dawna gmina wiejska istniejąca w latach 1934–1939 w woj. lwowskim. Siedzibą gminy był Parchacz (obecnie wieś na Ukrainie o nazwie Międzyrzecze; Межиріччя).
Gmina zbiorowa Parchacz została utworzona 1 sierpnia 1934 roku w powiecie sokalskim w woj. lwowskim z dotychczasowych jednostkowych gmin (wsi): Horodyszcze Bazyljańskie, Parchacz, Sielec, Wołswin i Zawonie.
We wrześniu 1939 roku obszar gminy został zajęty przez wojska radzieckie a od 1941 roku znajdował się pod okupacją niemiecką (Generalne Gubernatorstwo). W związku z przeprowadzeniem granicy między GG a ZSRR na Sołokii, cztery gromady gminy Bełz położone na południe od rzeki - Góra, Kuliczków, Prusinów i Waniów - a także prawobrzeżną, większą część gromady Głuchów z gminy Krystynopol w powiecie hrubieszowskim włączono do gminy Parchacz; równocześnie z gminy Parchacz odłączono gromadę Wołświn, włączając ją do gminy Korczyn w powiecie kamioneckim. Tak więc w 1943 roku gmina Parchacz składała się z 9 gromad: Głuchów, Góra, Horodyszcze Bazyliańskie, Kuliczków, Parchacz, Prusinów, Sielec, Waniów i Zawonie
W 1944 roku gmina weszła w skład ZSRR;  znajduje się obecnie w rejonie sokalskim w obwodzie lwowskim na Ukrainie.